# Darling (Südafrika)

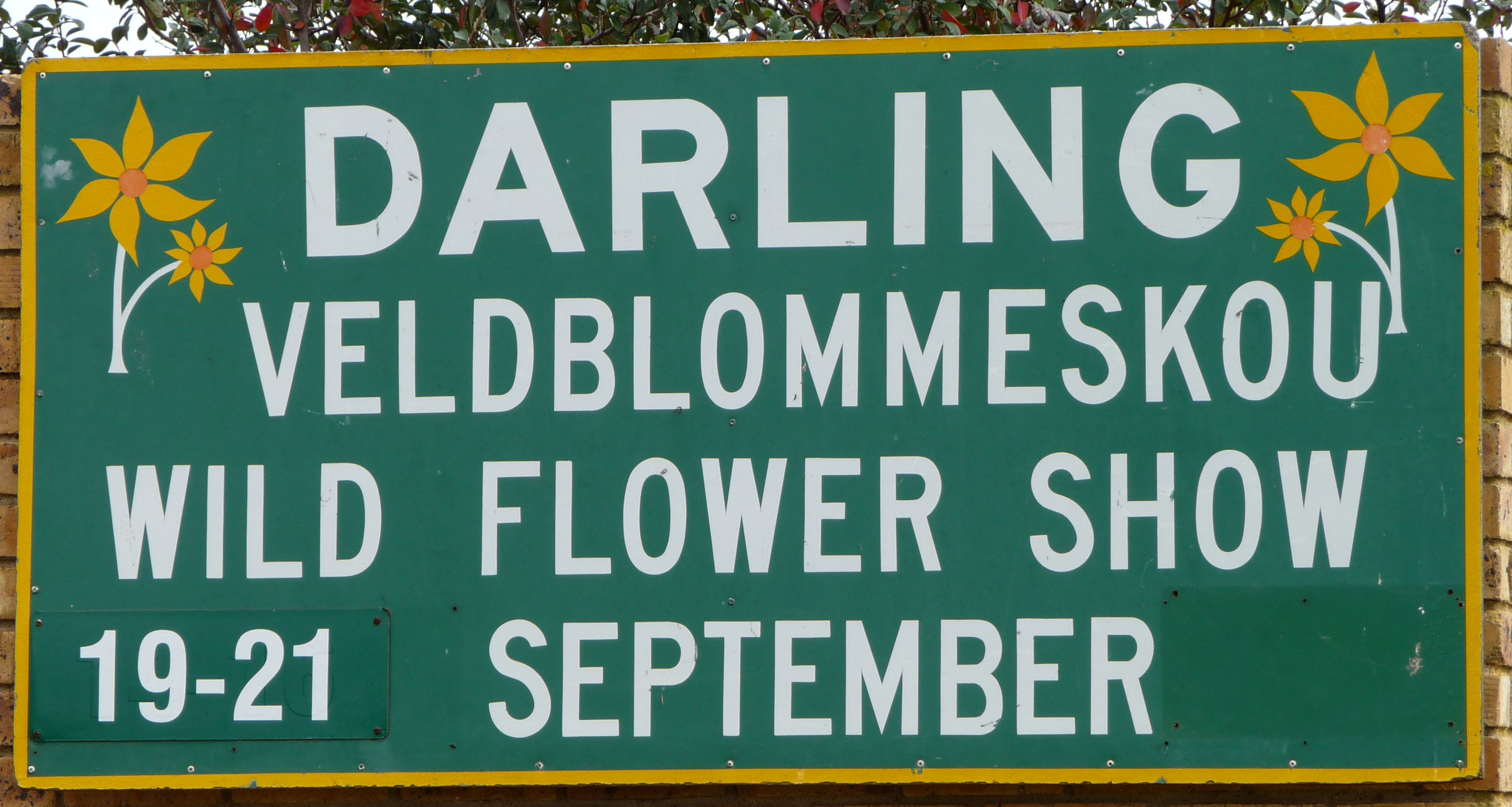

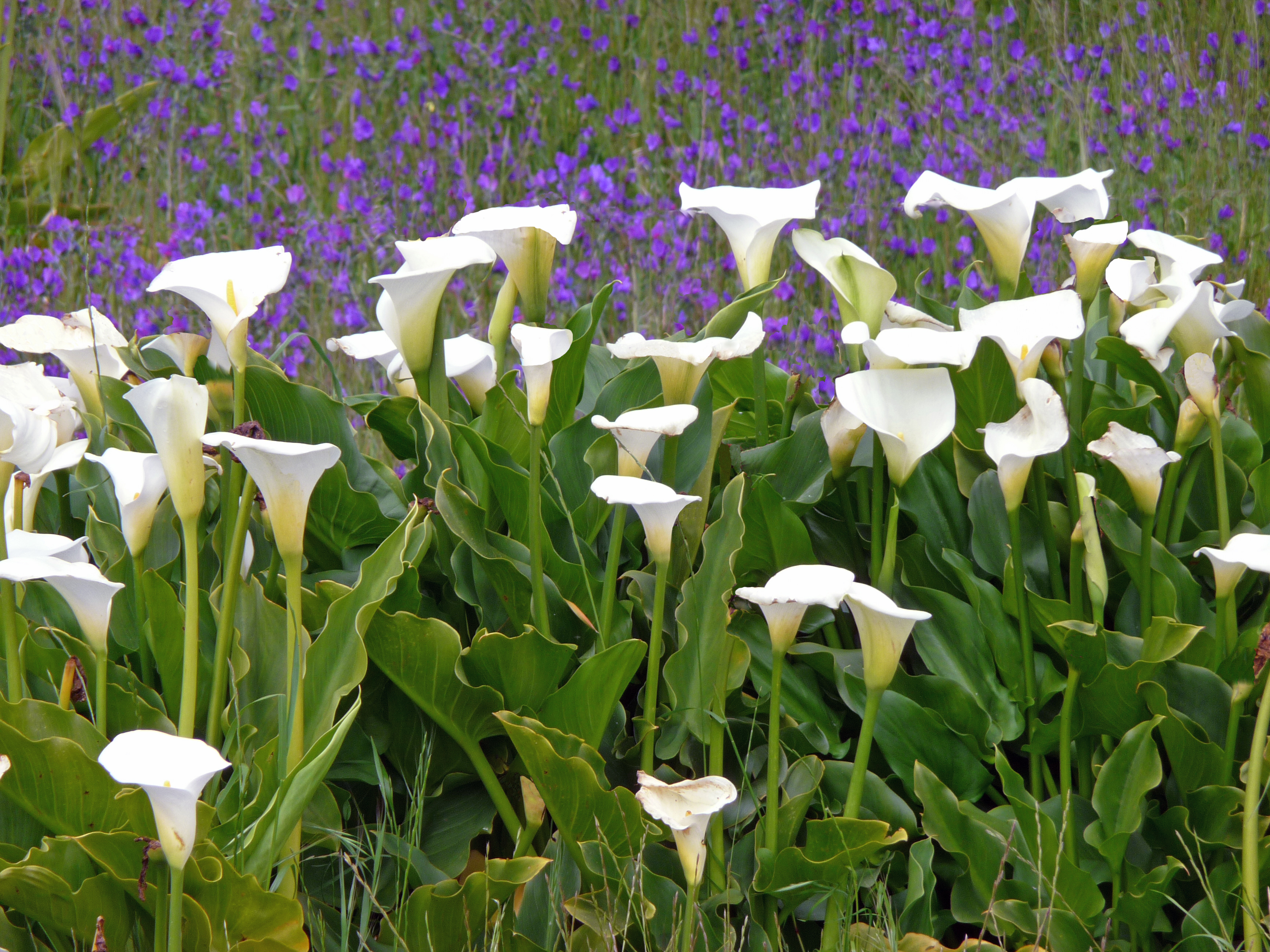
Wilde Blumen in Darling

Darling ist eine Stadt in der Lokalgemeinde Swartland, im Distrikt West Coast der südafrikanischen Provinz Westkap. 
Darling liegt im Kreuzungsbereich der Straßen R315 und R307, 75 Kilometer nördlich von Kapstadt auf 202 Meter Höhe. Hier lebten 10.420 Einwohner (Stand 2011).

## Geschichte
Unter den Namen Groene Kloof (afrikaans für „grünes Tal“) wurde das Gebiet des heutigen Darling erstmals Ende des 17. Jahrhunderts auf Landkarten erwähnt.
Die Siedlung entstand 1853 und ist nach Charles Henry Darling, dem Vizegouverneur der Kapkolonie zwischen 1851 und 1854 benannt. Im Jahr 1901 bildete sich hier ein Dorfrat und 1955 erhielt Darling das Stadtrecht.
2002 wurde hier der erste Windpark Südafrikas in Betrieb genommen.

## Sehenswürdigkeiten
- Darling Renosterveld Reserve
- Tienie Versfeld Wildflower Reserve
- Groenekloof Renosterveld Reserve
- Waylands Flower Reserve
- Wildflower Show
  - Hauptattraktion des Ortes ist die Wildblumenblüte im Frühjahr. Dafür ist Darling in ganz Südafrika bekannt. Seit 1917 feiert Darling jährlich am dritten Septemberwochenende die Wild Flower Show.
- Darling Museum
  - Das kleine Heimatmuseum befasst sich mit alltäglichen Handwerks- und Haushaltsgegenständen, besonders mit dem Buttermachen. Ein komplettes Klassenzimmer aus dem 19. Jahrhundert wird ebenfalls ausgestellt.
- Ein Denkmal erinnert an die südlichste Schlacht des Burenkrieges, die in der Nähe stattfand.
- Evita se Perron (deutsch: „Evitas Bahnsteig“, bezieht sich als Wortspiel auch auf Eva Perón)
  - Die Kunstfigur Evita Bezuidenhout lebt hier. Verkörpert wird diese Frau vom Satiriker Pieter-Dirk Uys, Sohn eines Südafrikaners und einer deutschen Mutter. Während der Apartheidzeit konnte er in dieser Rolle die Zensur umgehen und die weiße Regierung kritisieren. Untergebracht ist das kleine Theater mit Kunst und Nippesladen in einem ehemaligen Bahnwärterhäuschen.

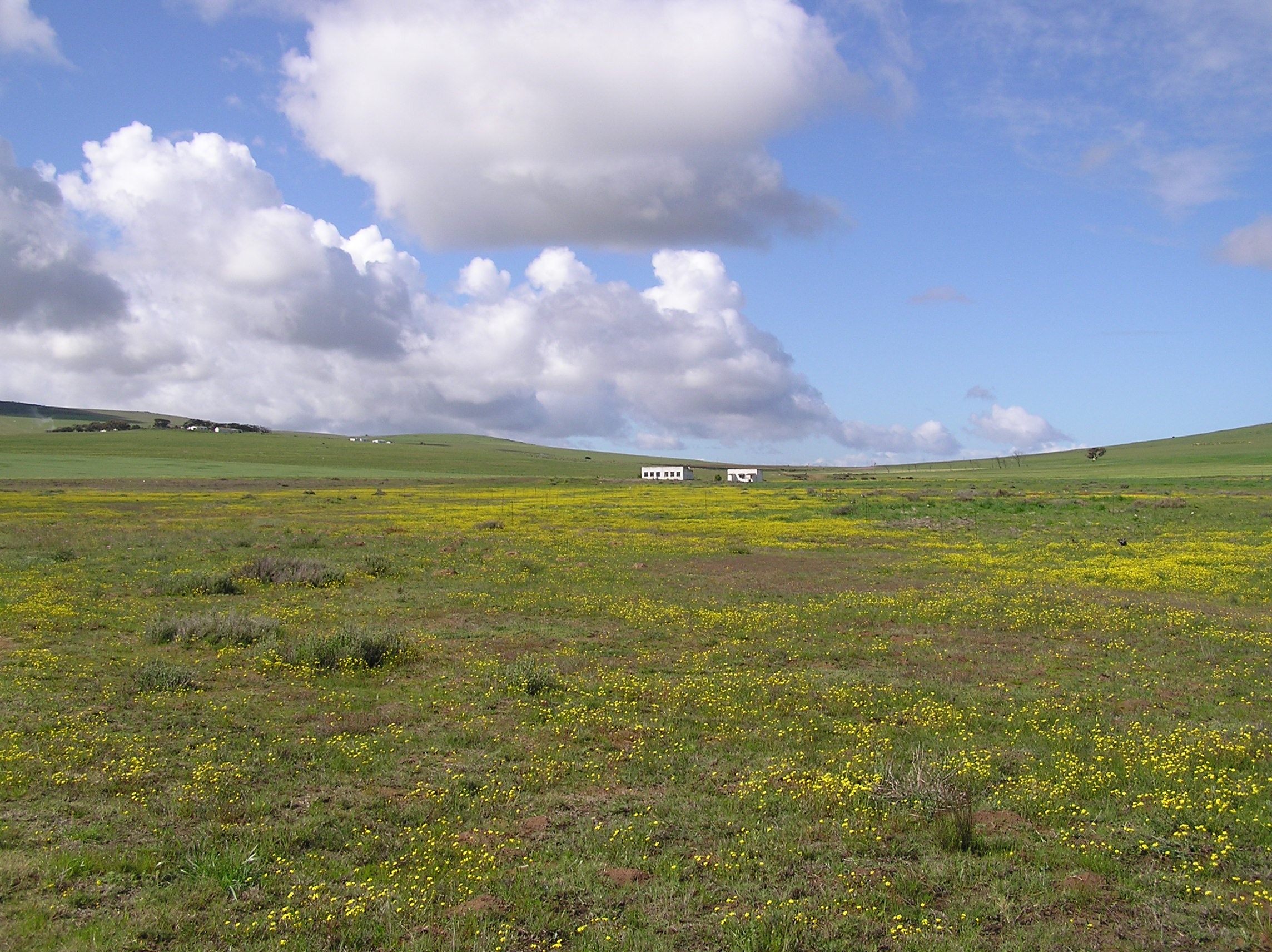
Tienie Versfeld Wildflower Reserve
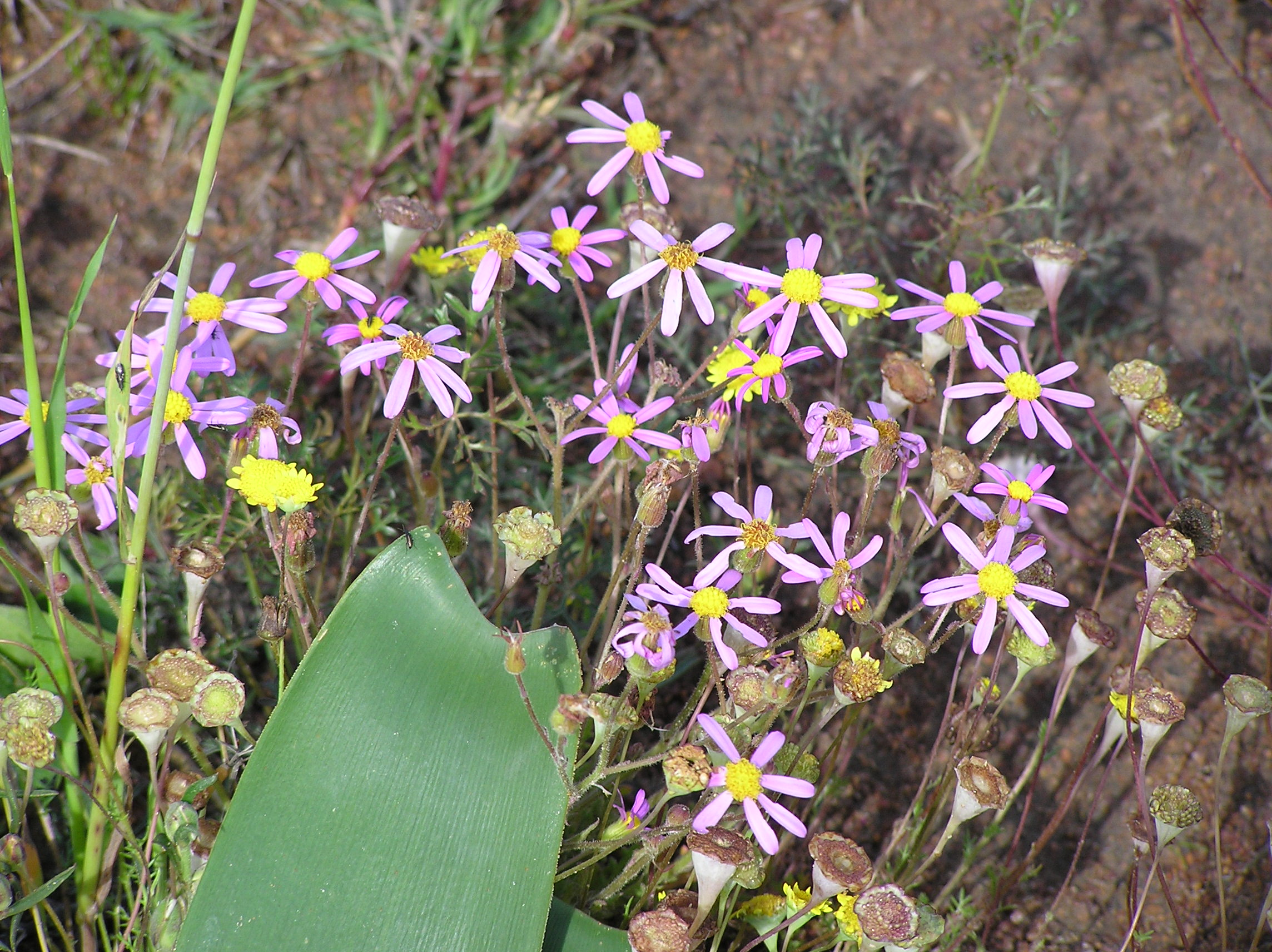
Felicia tenella, Tienie Versfeld Wildflower Reserve
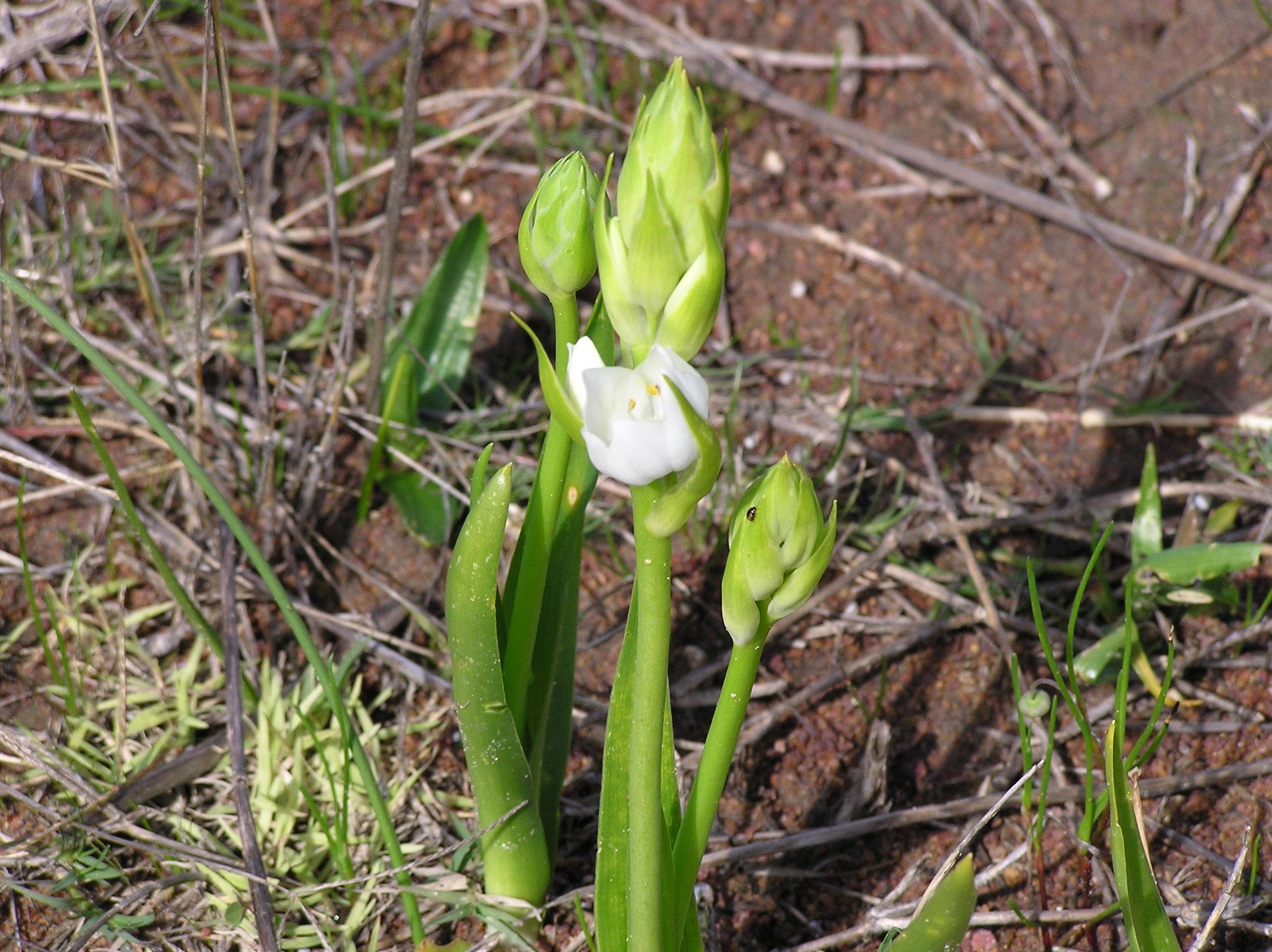
Tienie Versfeld Wildflower Reserve
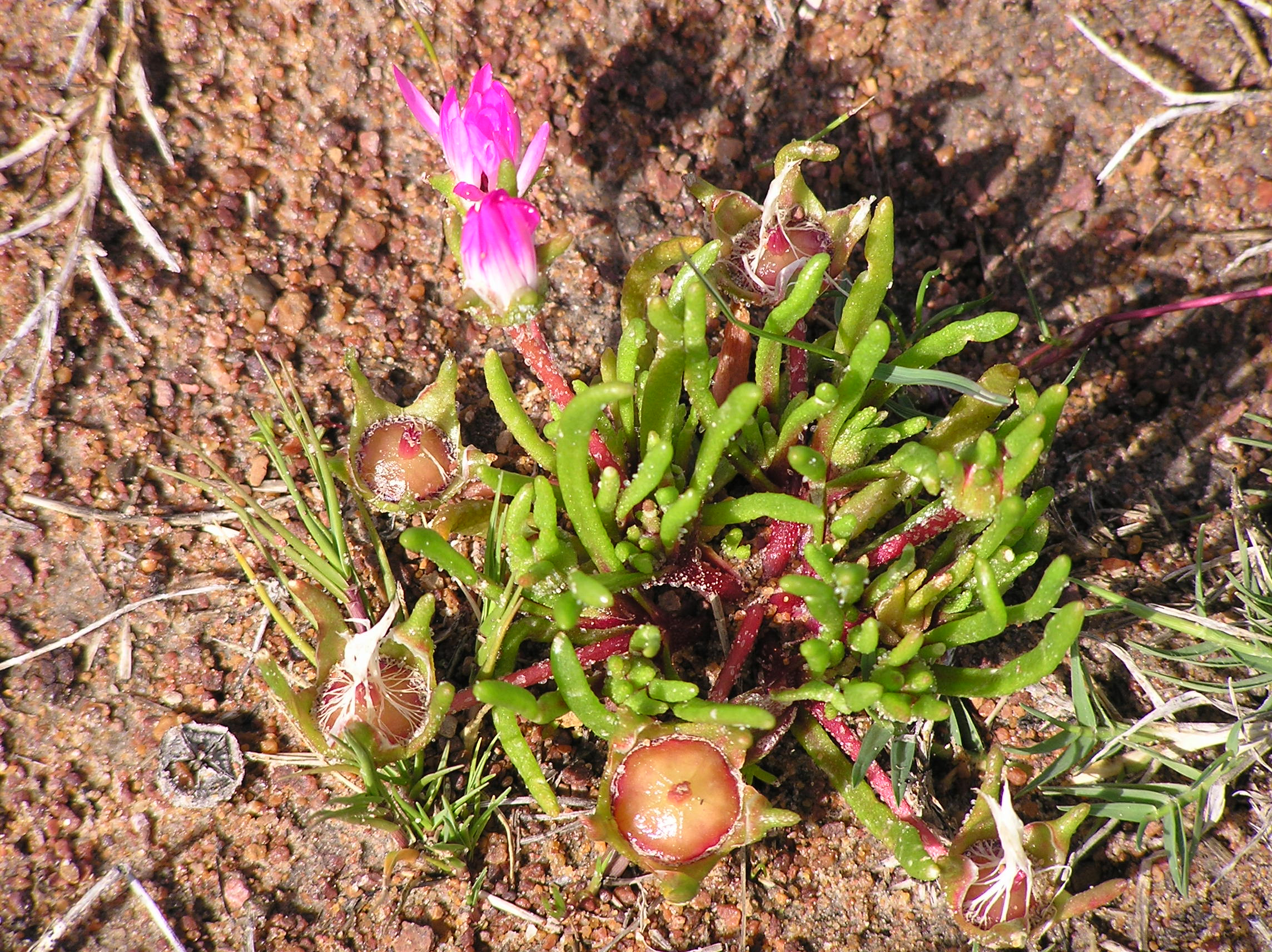
Tienie Versfeld Wildflower Reserve

## Persönlichkeiten
- Gezelle Magerman (* 1997), Leichtathletin